# Homoneura stenhousensis
Homoneura stenhousensis är en tvåvingeart som beskrevs av Kim 1994. Homoneura stenhousensis ingår i släktet Homoneura och familjen lövflugor. Inga underarter finns listade i Catalogue of Life.